# Contigny
Contigny är en kommun i departementet Allier i regionen Auvergne-Rhône-Alpes i de centrala delarna av Frankrike. Kommunen ligger  i kantonen Saint-Pourçain-sur-Sioule som ligger i arrondissementet Moulins. År 2022 hade Contigny 575 invånare.

## Befolkningsutveckling
Antalet invånare i kommunen Contigny
Referens: INSEE